# Гута, Иван Николаевич
Ива́н Никола́евич Гу́та (род. 1956) — советский и украинский деятель сельского хозяйства, Герой Украины (2009).

## Биография
Родился 7 марта 1956 года в селе Васильковцы Гусятинского района Тернопольской области.
- В 1982 году закончил Каменец-Подольский сельскохозяйственный институт по специальности экономист-организатор сельскохозяйственного производства.
- В 1982−1983 — главный экономист колхоза «Победа» Гусятинского района.
- В 1983−1984 — председатель Крогулецкого сельского совета народных депутатов.
- В 1984−1985 — инструктор Гусятинского райкома КПУ.
- В 1985−1989 — заместитель председателя, председатель колхоза «Победа» Гусятинского района.
- В 1989−1991 — заместитель начальника Гусятинской передвижной механизированной колонны.
- В 1992 году основал фермерское хозяйство «Мрия», позже преобразованное в общество «Мрия-Центр».
- В 2005—2006 — начальник главного управления сельского хозяйства и продовольствия Тернопольской областной государственной администрации.
- С 2006 года — председатель Наблюдательного совета «Мрия Агрохолдинг», координирует вопросы стратегического развития, куратор аграрного и перерабатывающего направлений. Является почётным членом Академии аграрных наук Украины.

На момент награждения работал председателем наблюдательного совета общества «Мрия-Центр».
Был депутатом Тернопольского областного совета от фракции «Наша Украина».

## Награды и звания
- Герой Украины (с вручением ордена Державы, 23.11.2009 — за выдающийся личный вклад в увеличение производства сельскохозяйственной продукции на основе внедрения достижений аграрной науки, прогрессивных интенсивных технологий и новых форм хозяйствования, развитие социальной сферы).
- Почётный член Украинской академии аграрных наук (2001)[1].
- Награждён Почётной грамотой Кабинета Министров Украины (2000).